# Malcolm II de Lennox
Pour les articles homonymes, voir Malcolm.
Malcolm II de Lennox († 1333) 5e comte de Lennox vers 1290 à 1333.

## Origine
Malcolm II de Lennox  succède probablement à son père et homonyme Malcolm Ier de Lennox au début de la décennie 1290.

## Comte de Lennox
Le jeune  Malcolm II fait partie des nobles qui font hommage au roi Édouard Ier d'Angleterre en mars 1304 à st Andrews mais il devient  en 1306 un fervent partisan de Robert Bruce dans sa tentative de faire revivre une royauté écossaise indépendante. Il est un des quatre comtes qui assistent au couronnement de Robert Ier le 25 mars et partage pleinement les malheurs du nouveau roi et de ses partisans dans les années suivantes
Le comté de Lennox est confisqué par Édouard Ier d'Angleterre, qui l'attribue à son principal soutien dans la région du  Firth of Clyde, Sir John Menteith. La défaite des forces de Robert Ier lors de la bataille de Methven puis de la bataille de Dalrigh pendant l'été 1306 réduit Malcolm comme Robert Bruce au statut de fugitif. John Barbour dans son Bruce  conserve un récit romanesque de leur fuite lorsque le roi d'Écosse et ses hommes sont poursuivis sur la mer dans l'estuaire de la Clyde. Cependant, à la suite du succès des campagnes militaires et politiques de Robert Ier en 1307 et les années suivantes Malcolm II recouvre ses domaines. 
Malcolm II de Lennox participe aux côtés de Robert Ier aux campagnes dans l'ouest et du nord de l'Écosse au cours de l'année 1308, et son sceau figure sur la lettre envoyée par les nobles d'Écosse au roi de France lors du premier parlement du règne réuni en mars 1309. Il est également l'un des signataires de la correspondance adressée au Pape Jean XXII et connue sous le nom de déclaration d'Arbroath en 1320.
Bien qu'il ne soit pas l'un des principaux bénéficiaires lors du partage des domaines des vaincus par Robert Ier, Malcolm II de  Lennox reçoit du roi un certain nombre de donations importantes, y compris celle du shériffdom héréditaire de Clackmannan en 1309 et surtout la fonction de shériff et la garde du château de Dumbarton, la principale place forte royale de son comté, en 1321.
Après la mort de Robert Ier en 1329 Malcolm II demeure un fidèle de son fils mineur David II d'Écosse. Le 19 juillet 1333 lorsque le régent Archibald Douglas vient au secours de la cité de Berwick-upon-Tweed assiégée, les armées écossaises subissent une lourde défaite devant Édouard III d'Angleterre et de son allié Édouard Balliol lors de la Bataille de Halidon Hill.  Les chroniqueurs anglais relèvent que le comte de Lennox figure parmi les cinq comtes écossais qui perdent la vie dans la bataille
Malcolm II de Lennox a pour successeur son fils Donald de Lennox († 1364),